# Santa Cruz (Aruba)
Santa Cruz – miejscowość (plaats) w regionie Santa Cruz w środkowej części kraju autonomicznego Aruba, należącego do Holandii, w Ameryce Południowej. 1 stycznia 2020 r. liczyło 15 236 mieszkańców. Ośrodek przemysłowy.

## Demografia
Strefa liczy 15 236 mieszkańców (1 stycznia 2020).
| Kobiety | Mężczyźni |
| ------- | --------- |
| 7316    | 7920      |